# گلیل (کرمانشاه)
گُلیل یک روستا در ایران است که در دهستان عثمانوند واقع شده‌است. گلیل ۲۱۰ نفر جمعیت دارد.